# Лесик Іван Андрійович
Іван Андрійович Лесик (1918—1964) — генерал-майор Радянської армії, учасник Другої світової війни, Герой Радянського Союзу (1945).

## Біографія

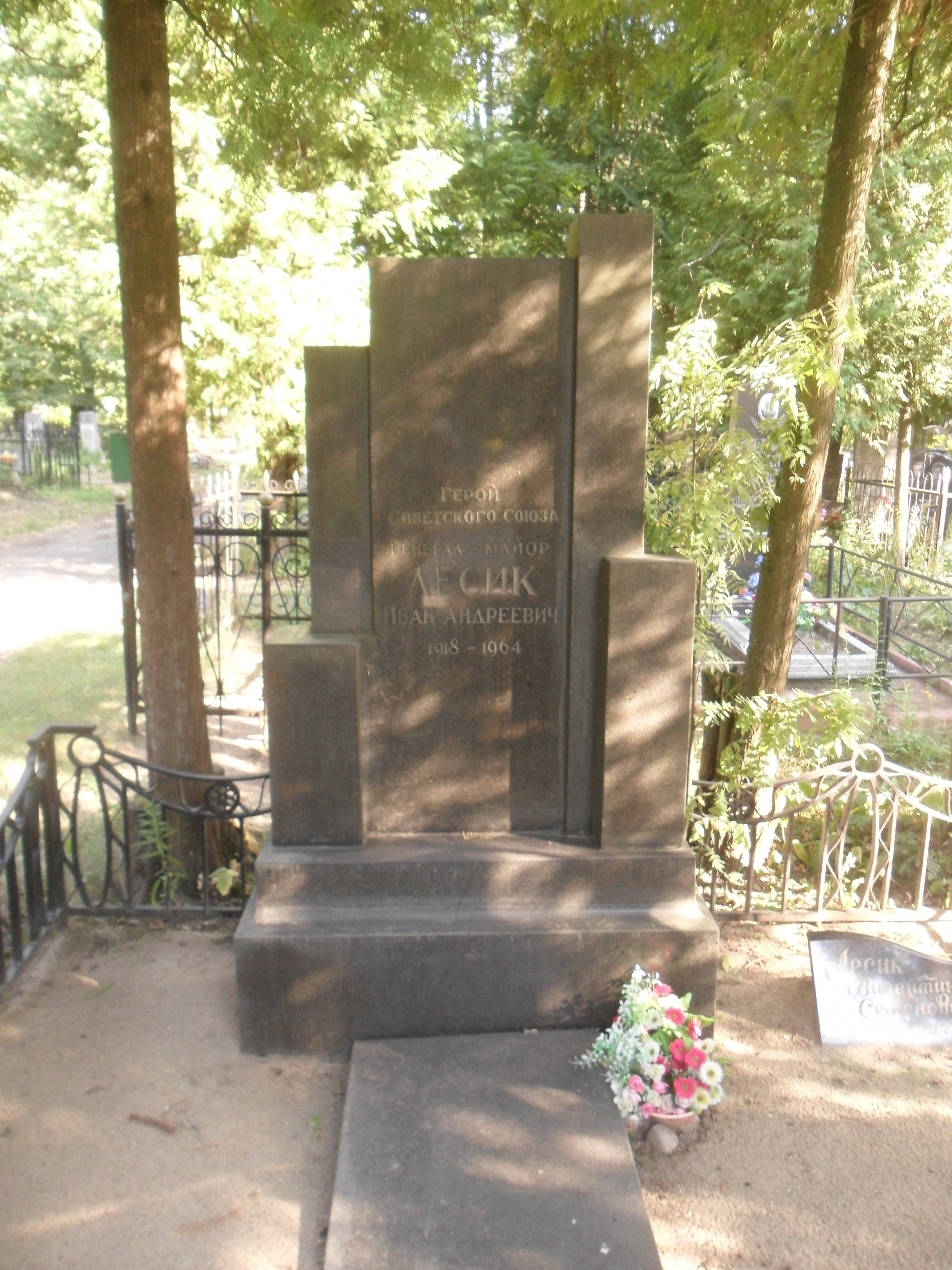
Могила Івана Лесика на Східному кладовищі Мінська.

Іван Лесик народився 27 вересня 1918 року в селі Дубовичі (нині — Кролевецький район Сумської області). У 1935 році він закінчив десять класів школи. Після цього працював в редакції районної газети «Колективіст Глухівщини» у Глухові. У 1938 році заочно закінчив Комуністичний інститут журналістики в Харкові і став редактором районки. У 1938 році Іван Лесик був призваний на службу в Робітничо-селянську Червону Армію. У 1940 році він закінчив Свердловське військово-політичне училище, а в 1942 році — курси молодших лейтенантів. З першого дня німецько-радянської війни — на її фронтах. В боях чотири рази був поранений, один з них важко. До квітня 1945 року підполковник Іван Лесик командував 298-м стрілецьким полком 186-ї стрілецької дивізії 65-ї армії 2-го Білоруського фронту. Відзначився під час форсування Одеру.
20 квітня 1945 року Іван Лесик успішно організував переправу свого полку через Одер на південь від Щецина і взяв активну участь у боях за населений пункт Нідецаден і висоту 65,4. 23 квітня 1945 року полк просунувся на захід на три кілометри, перерізавши залізницю між Щецином та Ангермюнде. У загальній складності в тих боях підрозділи полку знищили близько 400 німецьких солдатів і офіцерів, ще 27 взяли в полон.
Указом Президії Верховної Ради СРСР від 29 червня 1945 року за вміле керівництво підрозділами під час форсування Одеру, захоплення і розширення плацдарму, мужність і відвагу, проявлені в боях, підполковник Іван Лесик був удостоєний звання Героя Радянського Союзу з врученням ордена Леніна і медалі «Золота Зірка» за номером 7558.
Після закінчення війни Іван Лесик продовжив службу в Радянській армії. У 1948 році закінчив Військову академію імені Фрунзе, в 1956 році — Військову академію Генерального штабу. Генерал-майор Іван Лесик помер 27 червня 1964 року, похований у Мінську.

## Родина
- Батько: Лесик Андрій Ілліч (1886—1961);
- Мати: Лесик Мокрина Федорівна (1888-?)

Брати: Лесик Михайло Андрійович (1909—1996), Лесик Григорій Андрійович (1915-1996) — радянський військовик, начальник Чернігівського авіаційного училища, Лесик Олексій Андрійович (1924—2010), Лесик Павло Андрійович (1926-1995)

## Нагороди
Був також нагороджений орденами Червоного Прапора, Богдана Хмельницького 2-го ступеня, Суворова 3-го ступеня, двома орденами Червоної Зірки, декількома медалями.